# 麦盖提县
麦盖提县是中国新疆维吾尔自治区喀什地区所辖的一个县。总面积为10927平方公里，常住人口約23万人。

## 行政区划

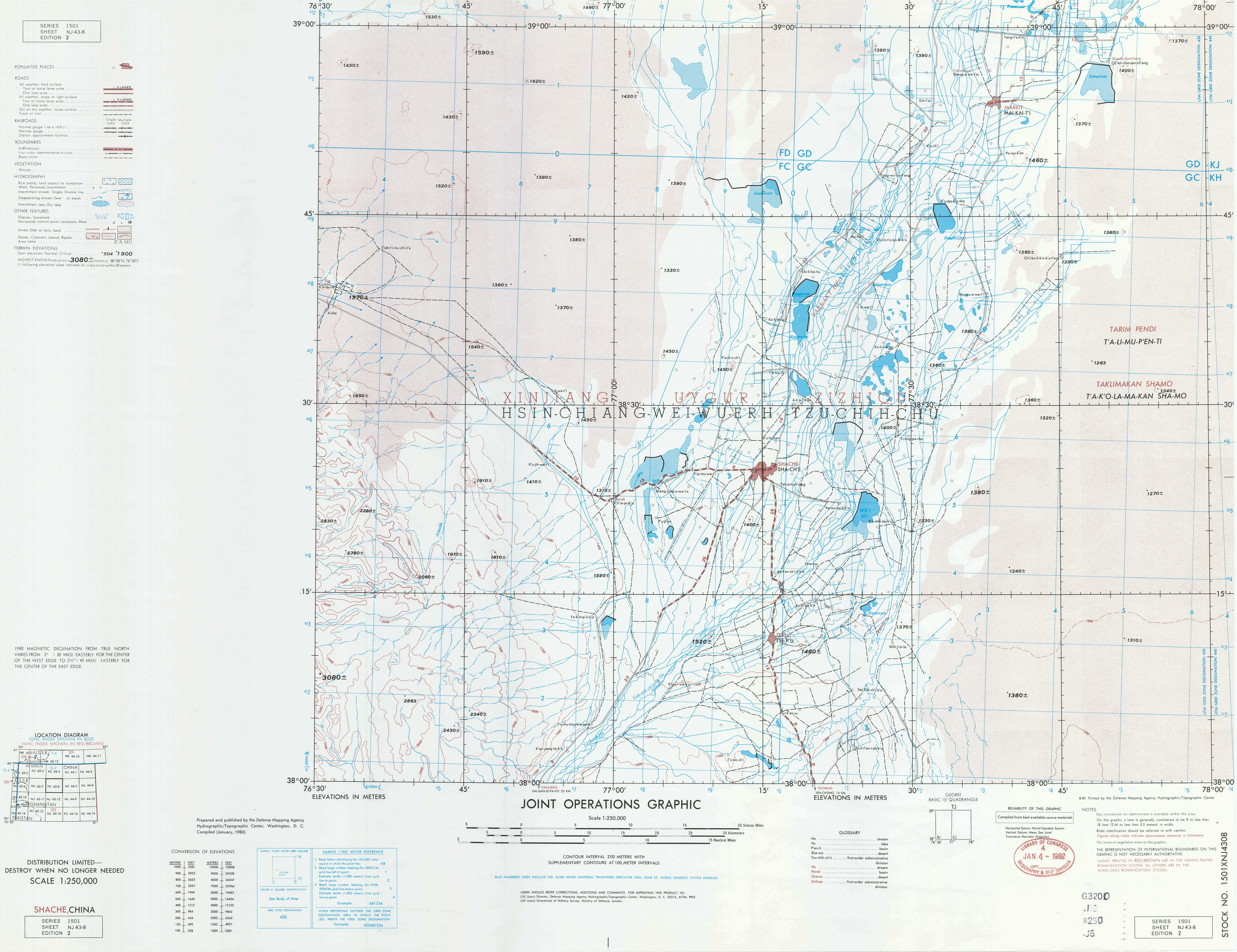
包括麥蓋提(MARKIT MAI-KAI-T'I)的地圖(DMA, 1980)

麦盖提县下辖2个镇、8个乡：
麦盖提镇、巴扎结米镇、希依提墩乡、央塔克乡、吐曼塔勒乡、尕孜库勒乡、克孜勒阿瓦提乡、库木库萨尔乡、昂格特勒克乡、库尔玛乡、胡杨林场、麦盖提县园艺场和五一林场。

## 人口
2020年末，根据第七次人口普查数据显示：全县常住人口为224154人。
2010年第六次人口普查结果为24万人。
2002年人口为20万人。

## 文化
麦盖提县是知名的“刀郎文化之乡”，其“刀郎木卡姆”是中国国家级非物质文化遗产。